# 마쓰바라 소타
마쓰바라 소타(일본어: 松原 颯汰, 2002년 9월 30일~)는 일본의 축구 선수이다.

## 구단 경력
그는 2021년 J2리그의 제프 유나이티드 지바에 입단했다. 2021년 9월 J1리그의 세레소 오사카로 임대 이적했다. 2022년 제프 유나이티드 지바로 복귀했다. 2024년 J3리그의 AC 나가노 파르세이루로 이적했다.